# Donji Orahovac (Kotor)
Pour les articles homonymes, voir Donji Orahovac.
Donji Orahovac (en serbe cyrillique : Доњи Ораховац) est un village du sud-ouest du Monténégro, dans la municipalité de Kotor.

## Démographie

### Évolution historique de la population
| 1948 | 1953 | 1961 | 1971 | 1981 | 1991 | 2003 |
| ---- | ---- | ---- | ---- | ---- | ---- | ---- |
| 179  | 189  | 200  | 248  | 319  | 288  | 257  |